# Allan Lemus
Allan Lemus (Escuintla, 19 de octubre de 1985) es un futbolista guatemalteco, que jugó como delantero en el Xelaju Mario Camposeco y actualmente juega en el Deportivo Petapa.

## Trayectoria
Lemus es un jugador guatemalteco caracterizado por anotar goles de cabeza y por haber pasado por grandes clubes de Guatemala.

## Clubes
| Club                               | País      | Año        |
| ---------------------------------- | --------- | ---------- |
| Tiquisate FC                       | Guatemala | 2003-2004  |
| Deportivo Nueva Concepción         | Guatemala | 2004 -2006 |
| Deportivo Jalapa                   | Guatemala | 2006       |
| Aurora Futbol Club                 | Guatemala | 2006-2007  |
| Club Social y Deportivo Carchá     | Guatemala | 2007-2008  |
| Cobán Imperial                     | Guatemala | 2008-2010  |
| Deportivo Mictlan                  | Guatemala | 2010-2011  |
| Xelaju Mario Camposeco             | Guatemala | 2011-2012  |
| Deportivo Petapa                   | Guatemala | 2012       |
| Cobán Imperial                     | Guatemala | 2012-2013  |
| Club Social y Deportivo Coatepeque | Guatemala | 2013       |

- Datos: Q2917837